# 大須 (名古屋市)
大須（おおす）は、愛知県名古屋市中区中心部の地名。現行行政地名は大須一丁目から大須四丁目。住居表示実施区域。
この地域にある繁華街の通称としても知られる。大須は名古屋市を代表する商店街であり、東京の秋葉原、大阪の日本橋とともに「日本三大電気街」に数えられる。シャッター街から再生して更なる発展を遂げた稀有な商店街とされる。

## 地理
行政地名としての大須は名古屋市中区の中央部に位置し、東は千代田一～二丁目、西は中村区名駅南三丁目、南は松原一丁目・門前町・上前津一丁目、北は栄一～三丁目に接する。東西を新堀川と堀川、南北を大須通と若宮大通に囲まれている。
地域概念としての「大須」は、大須通（南側）、大津通（東側）、伏見通（西側：国道19号・国道22号）、若宮大通（北側）の4つの道路に囲まれた二～三丁目エリアを指す事が多く、この範囲は「大須商店街」として知られる。郵便番号は460-0011（集配局：名古屋中郵便局）。

## 歴史

### 近世

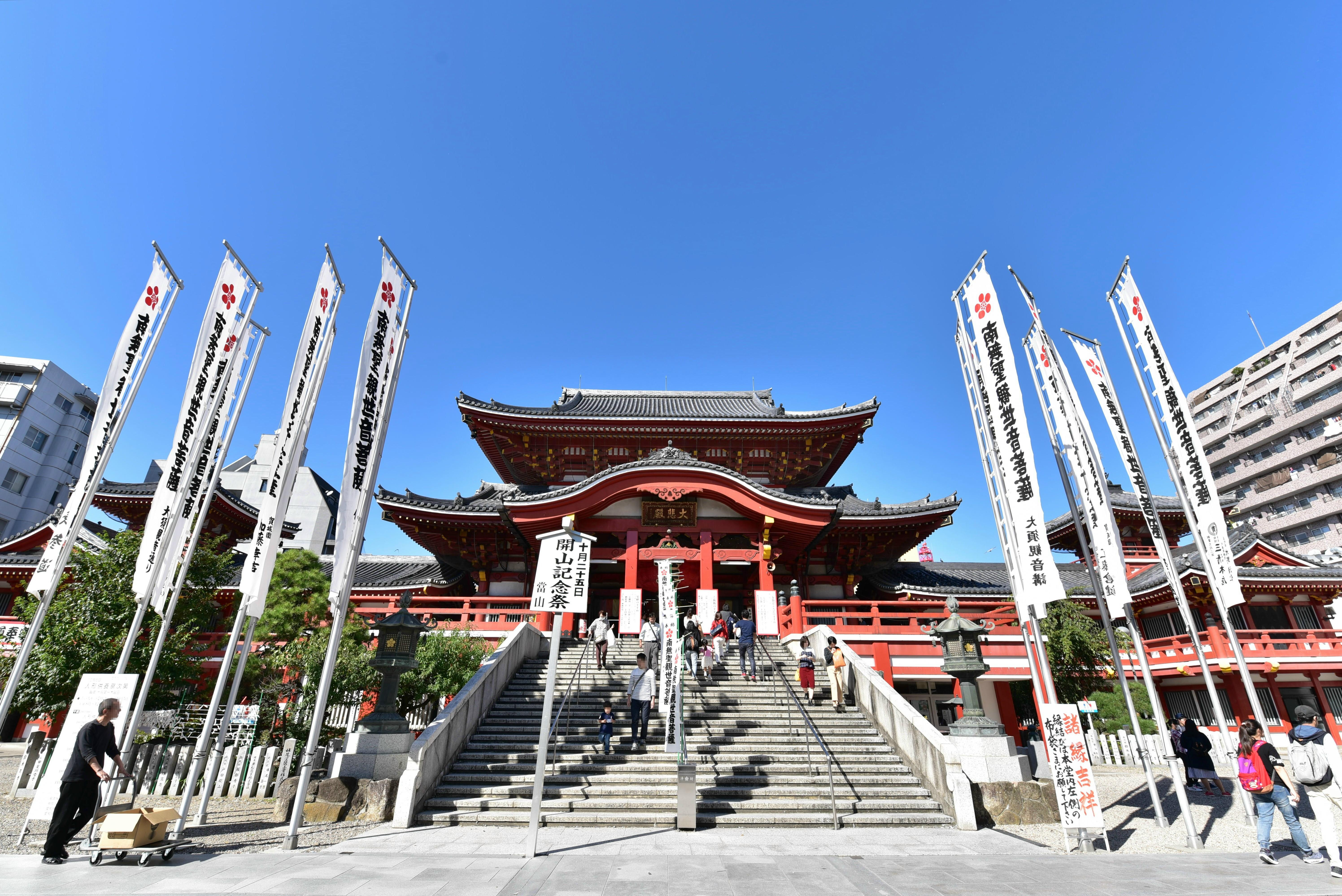
大須観音

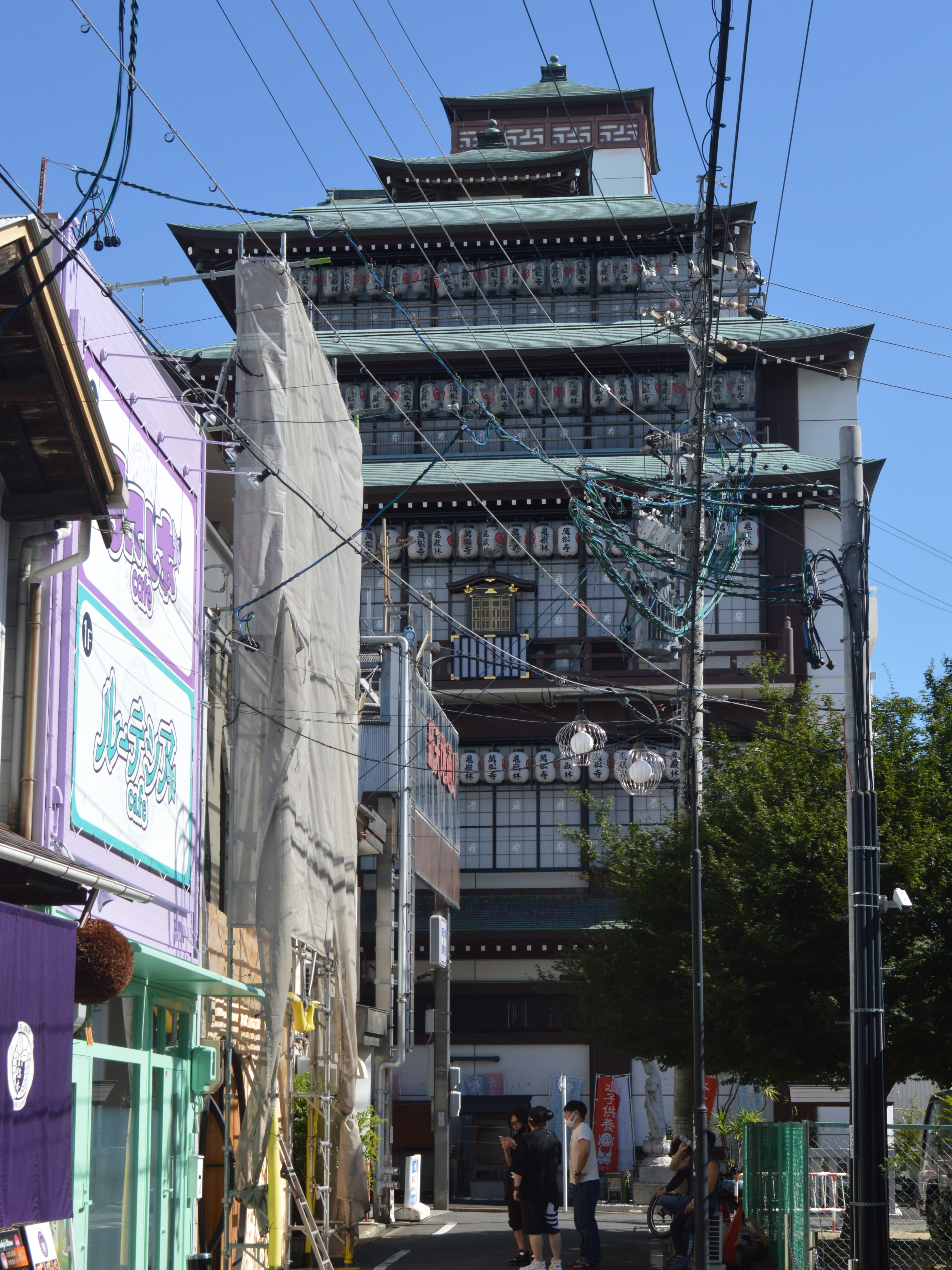
萬松寺

地名の由来となった大須観音は、元弘3年（1333年）に尾張国中島郡長庄大須（現・岐阜県羽島市）に僧の能信によって創建された真福寺とその塔頭の宝生院が始まりである。
慶長15年（1610年）の名古屋開府によって名古屋城と城下町が整備されると（清洲越し）、城下町のメインストリートとして本町通が開かれ、旧那古野城の南側にあった萬松寺が現在地に移転した。慶長17年（1612年）、徳川家康の命によって宝生院も名古屋城下の現在地に移転し、現在の大須及び周辺に寺社が集められて南寺町が築かれた。こうした寺社への参詣者や街道を往来する人びとを相手にした商店・宿屋・芝居小屋も多数開かれて門前町となり、特に第7代尾張藩主徳川宗春の芸能振興策により大きく発展した。

### 近代
幕末の1858年（安政5年）に、玉屋町（現在の中区錦）の宿屋・笹野屋庄兵衛の上願により、大須観音の北にあたる北野新地（現在の北野神社付近）に役者芸人の宿が置かれ、後に遊女を置く私娼も現れた。明治維新後の1874年（明治7年）10月、北野新地が公認の遊廓に指定されたが、敷地が狭く、拡張もできないため、1875年（明治8年）に西大須に移転した。新しい遊郭は北野新地があった日之出町に因んで旭廓（しんち、あさひくるわ）と名付けられたが、1923年（大正12年）に名古屋駅西の大門（おおもん）地区に移転して中村遊廓となった。
こうして幕末期から明治時代には遊郭としても発展したが、1892年（明治25年）の大須大火により衰退した。これを受けて、1912年（大正元年）に萬松寺が寺領の山林を一般の商業用地として開放。これは現在の大須三丁目の大半にあたるほど広大な土地であり、ここへ劇場、演芸場、映画館などが数多く作られ、名古屋市内随一の歓楽街として復活。太平洋戦争前までは東京の浅草、大阪の千日前と並んで「日本三大繁華街」と称されるほど栄えた。しかし、1945年（昭和20年）3月12日と3月19日の名古屋大空襲によって大須は壊滅的な被害を受けた。

### 現代

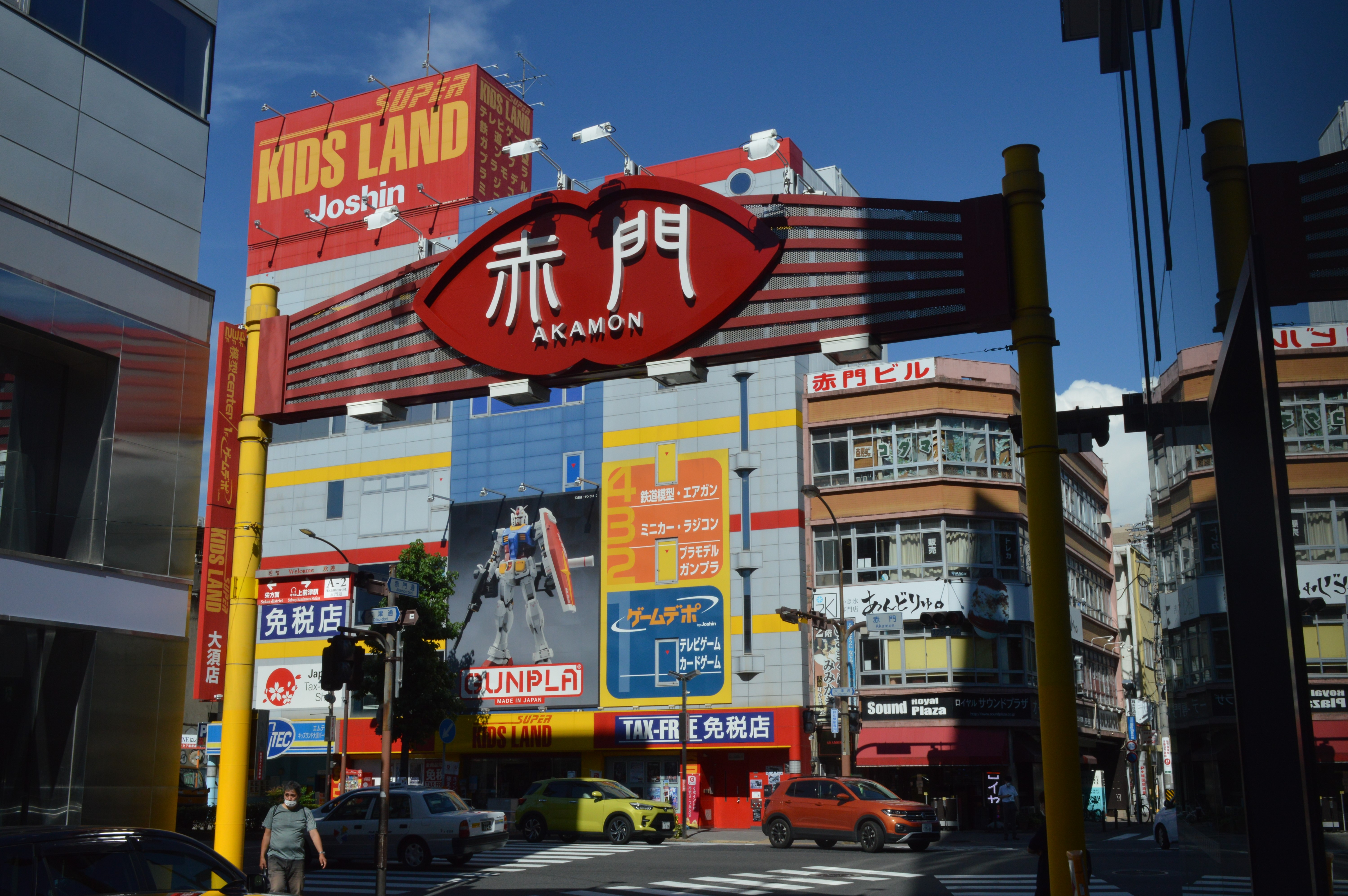
赤門通

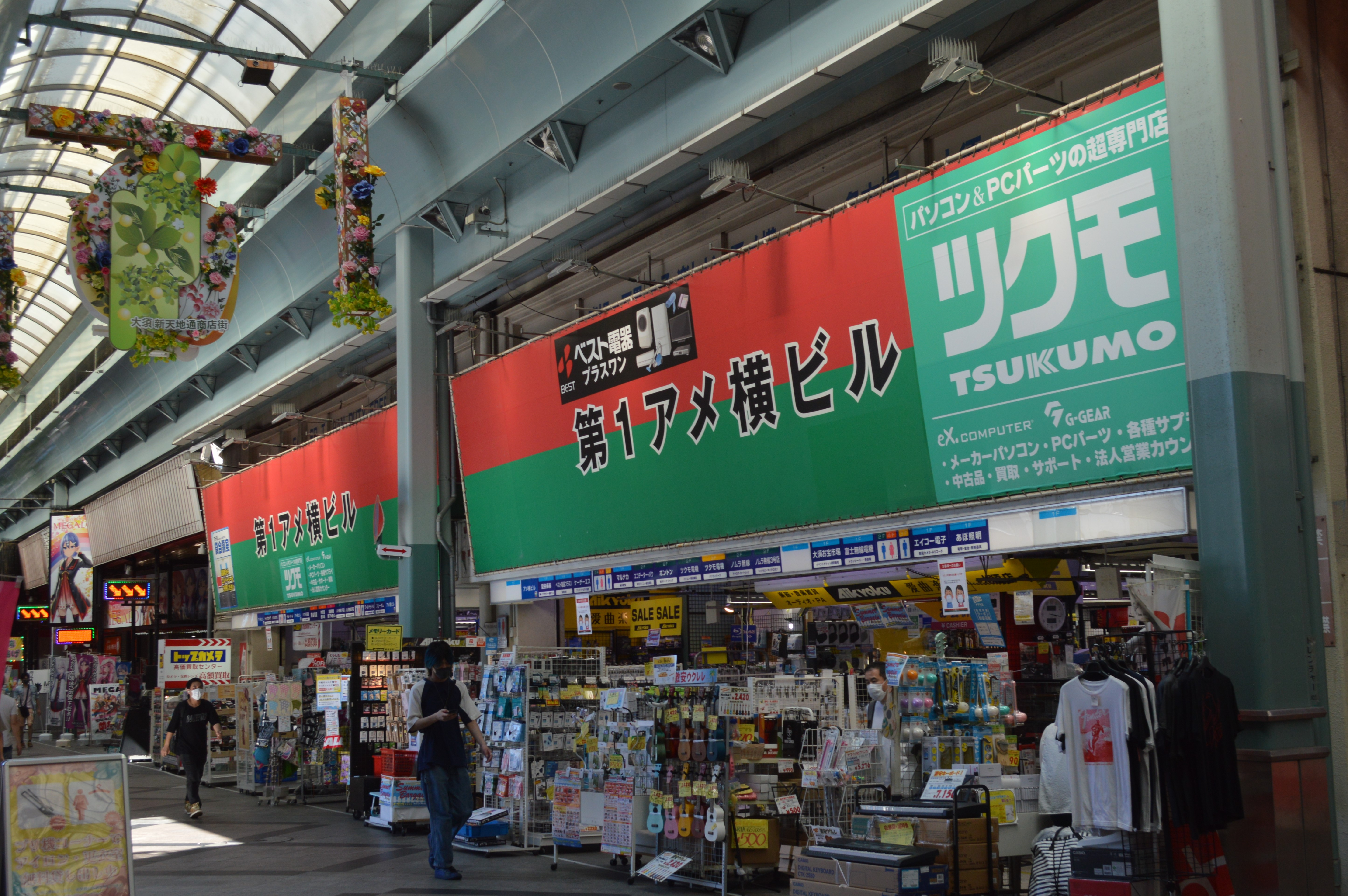
第1アメ横ビル

終戦後の大須の復興は早かった。終戦直後から闇市が立ち、終戦翌年の1946年（昭和21年）に商店主らが「大須盛り場同盟」を結成。更に引揚者や地方から出てきたものが商売を始めたり、名古屋市内の他の場所で開業した店が移転してきたりなどしていった。このため、矢場とん、コメ兵、コンパルなどこの時期に開業した店は多い。復興期には、名物の土産物屋などが再建したり大須球場ができたり、名古屋の繊維街・家具街・仏壇仏具街ともなり、歓楽街としても域内の映画館が14館に及ぶなど復活を遂げた。名古屋で最も早く設置された全蓋式アーケードは、大須にある万松寺通である。
しかしその後は、都市計画によってデパート・百貨店・地下街が整備された名駅地区や栄地区に客が流れた。大須は古くからの繁華街であったが故にそうした開発をされず、栄の繁栄に圧迫されるようになった。その栄とも100メートル道路の若宮大通により分断されると人の流れも断絶。さらに1972年（昭和47年）に名古屋劇場が火災で焼失した事や、大須まであった市電が廃止、多数あった映画館がテレビの普及で次々と潰れたこと、モータリゼーションの波に乗れなかったなども重なって大いに寂れ、昭和40年代になるとシャッター商店街と化した。
1975年（昭和50年）、こうした状況に危機感を抱いた名城大学の助教授・学生が、「アクション大須」を実施。閑散とした商店街を再び人の集う場所へと、大道芸人の芸の場としてや学生祭の延長会場にしたようなお祭りであったが、大盛況を収めた。これに刺激を受けた若手商店主達により第二回アクション大須、更に大須大道町人祭と続く。またラジオセンターアメ横ビル（現・第1アメ横ビル）を建設し、ここへ秋葉原から招致した家電店やパソコンショップなどが入居した。同年に名古屋市営地下鉄鶴舞線が開通し、周辺・遠方とのアクセスも良くなり、上前津駅に加えて大須観音駅もできた。これらを契機として客の足が大須に向くようになり、更に商店街へ電器店やパソコンショップが集まって、秋葉原（東京）、日本橋（大阪）に次ぐ電気街として発展し、日本三大電気街の一つに数えられるようになった。その後、秋葉原同様に、電子街、電脳街、オタク街としても発展していった。なお、2006年（平成18年）7月の調査によると、電器店、パソコンショップ等の数は秋葉原、日本橋、大須の順で多かった。
しかし秋葉原、日本橋とは異なり、この地方では時計・カメラ系量販店（ウォッチマン・アサヒドーカメラ・トップカメラ）が家電・パソコン・携帯電話などを販売していた他、大須自体がアーケード商店街がメインだったため、郊外型家電量販店の台頭に加え、名古屋駅前の大型店進出（ビックカメラ名古屋駅西店、ヤマダ電機LABI名古屋）により、秋葉原、日本橋の例と同様に電気街としては縮小傾向にある。また、電脳街としてもグッドウィルや九十九電機などが店舗統・廃合するなど、名古屋駅近辺に進出したビックカメラグループ（ビックカメラ・ソフマップ）やヤマダ電機などの影響や業界再編の波で縮小傾向にある。

### 現状

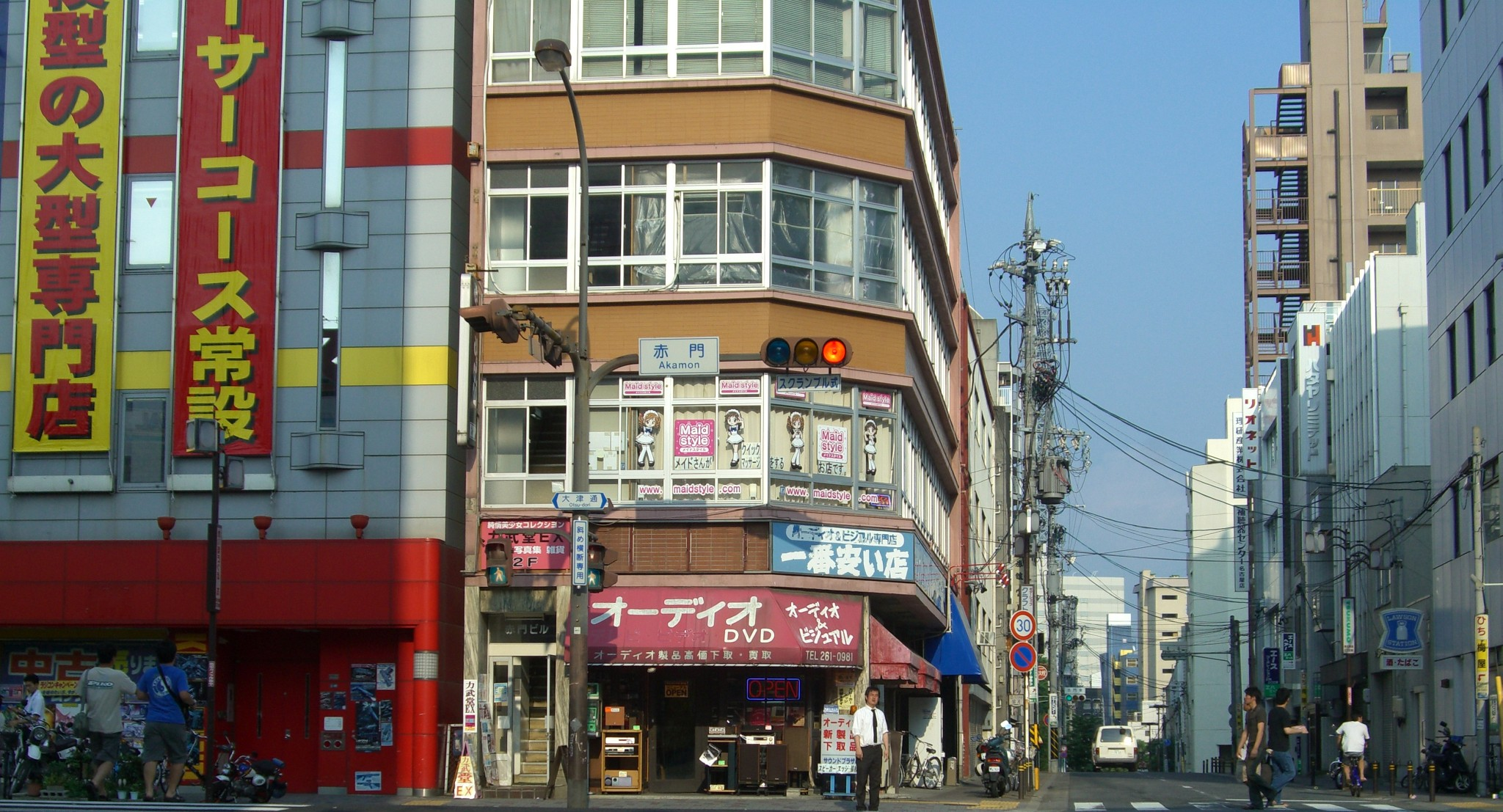
赤門交差点

2015年（平成27年）に不動産・住宅情報サイト「HOME'S」内の住宅トレンドニュースサイト「HOME'S PRESS（ホームズプレス）」が実施した「愛知県民に聞いた好きな名古屋の商店街ランキング」で1位を獲得した。

#### 中部地方のオタク街
2010年（平成22年）にはローカルアイドルグループのOS☆Uが活動を開始した。その後、CAMOUFLAGEやBSJプロジェクトといったアイドルグループが登場している。SKE48はシングル楽曲である「バンザイVenus」と「コケティッシュ渋滞中」のMV撮影を大須で行ったことがあり、特にバンザイVenusでは約1000人のエキストラによるダンスシーンが仁王門通商店街にて撮影された。大須出身という設定のバーチャルYouTuberとしてキミノミヤがいる。
アイドルや漫画・アニメだけに限らず、フィギュア、鉄道模型、エアガン、プラモデル、トレーティングカード、レトロゲームなどの専門店も出店していて、「ボークス」などの直営店や、関西以外で唯一の「ジョーシンスーパーキッズランド」もある。
なお、秋葉原名物となったおでん缶の元祖とも言える天狗缶詰は名古屋の企業であるが、秋葉原で名が知られるようになった頃は、まだ大須では販売されていなかった。

#### 様々な施設と店舗がある街

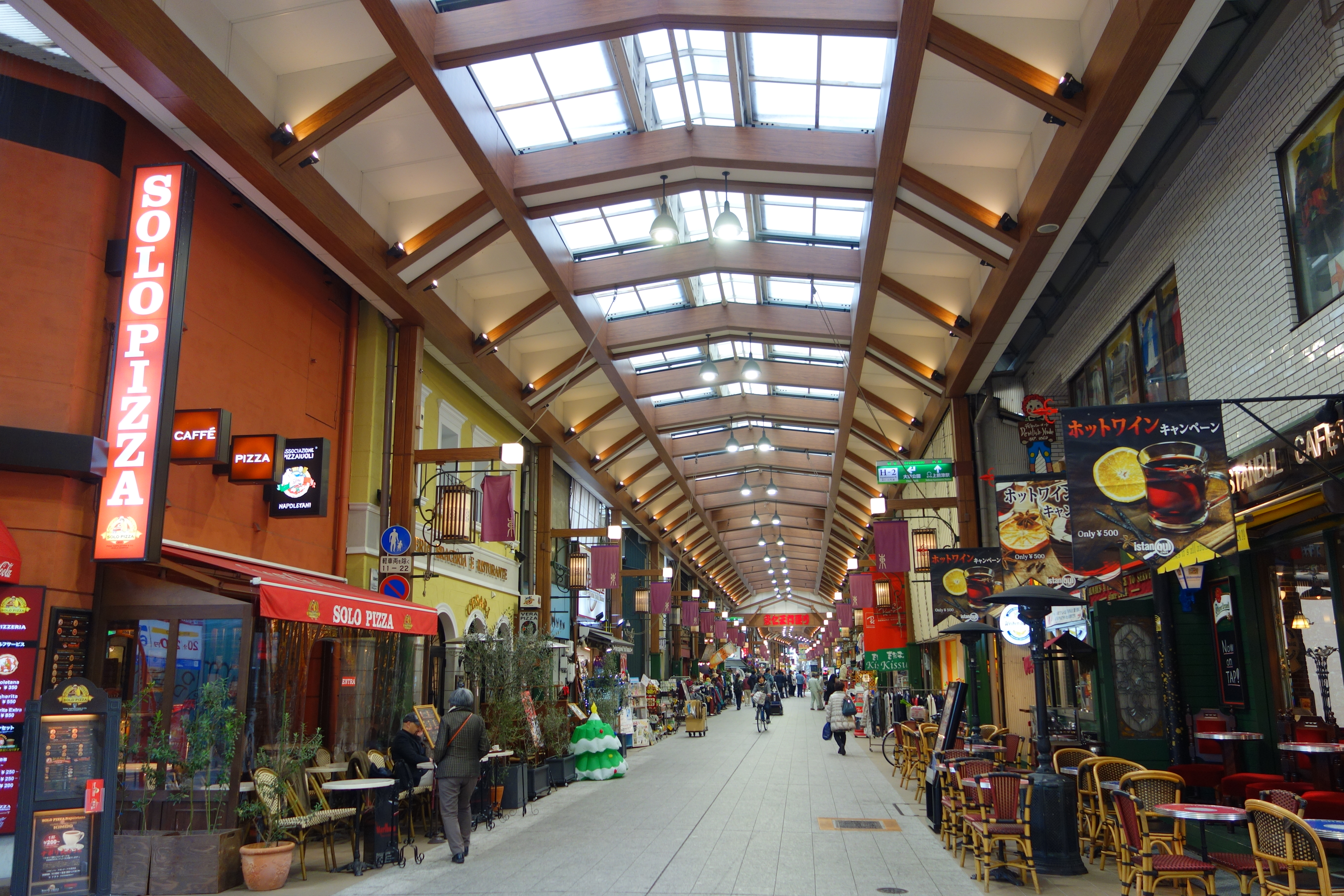
東仁王門通

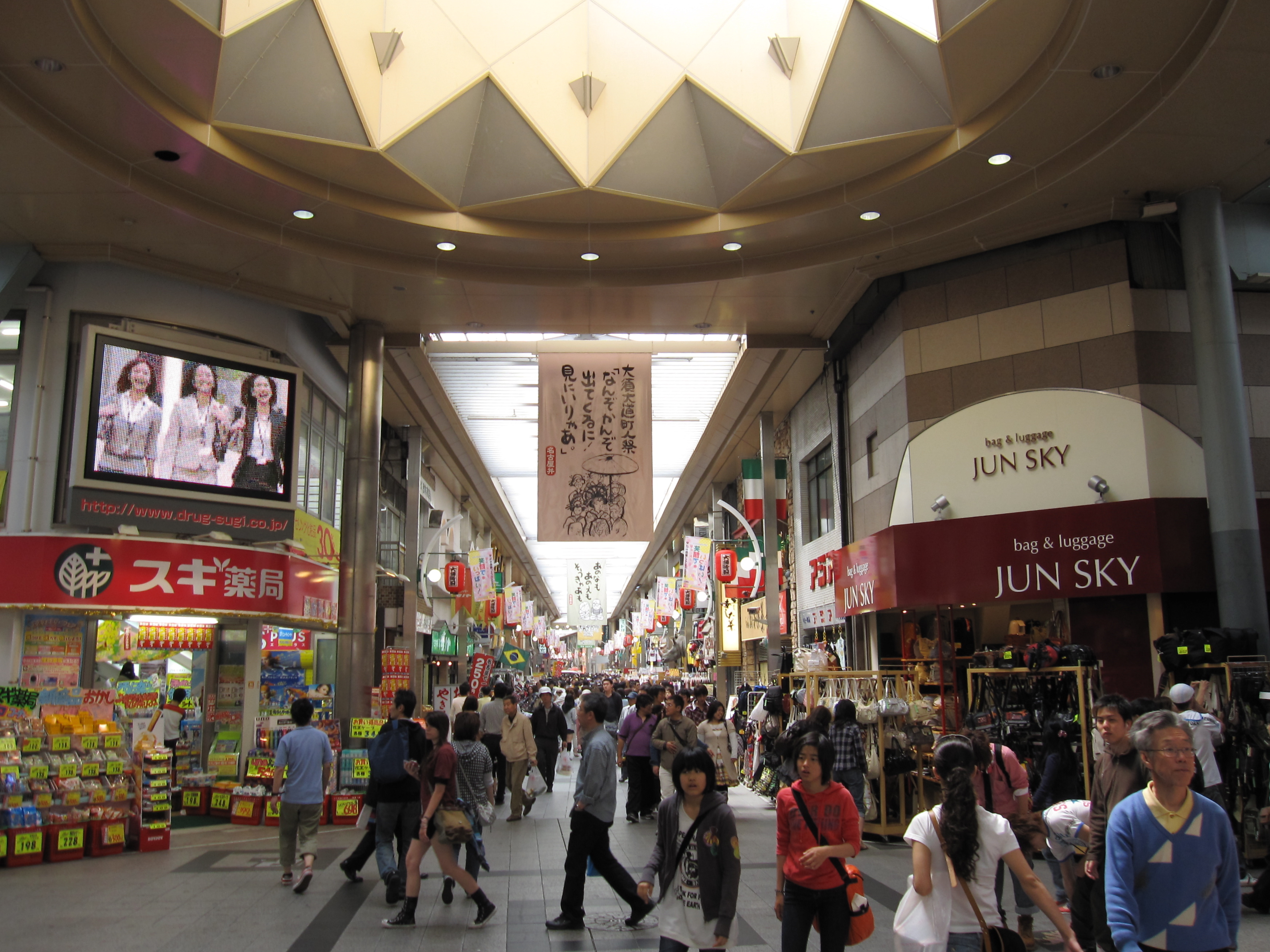
万松寺通

大須およびその周辺には、大須観音、萬松寺、七寺、若宮八幡社、三輪神社、富士浅間神社など多数の神社仏閣がある。
青柳総本家、大須ういろ、コメ兵、矢場とん、コンパルの本店または本社は大須にある。かつてはスガキコシステムズ（スガキヤ）の本社も大須にあったが、2010年（平成22年）には丸の内に移転した。逆にパソコン周辺機器のバッファローは一時大須から移転していたが、2010年（平成22年）には新社屋が完成して大須に戻った。
大須近辺には3台のからくり人形時計が存在する。萬松寺の「信長」、若宮大通にある「三英傑」、大須観音の駐車場にある「宗春爛漫」である。
全国各地の商店街が衰退・縮小する中で、再生しさらなる発展を遂げた稀な例である。
主な通りごとに万松寺通商店街（万松寺通）、大須新天地通商店街（新天地通）、名古屋大須東仁王門通商店街（東仁王門通）、大須仁王門通商店街（仁王門通）、大須観音通商店街（大須観音通）、大須門前町商店街（門前町通）、大須本通商店街（本町通）、赤門通商店街（赤門通）、赤門明王商店街（赤門明王通）が形成され、9つの商店街で約400店舗、地区全体では約1200店舗が集積し、全体で「大須商店街」を構成する。

### 年表
- 1612年（慶長17年） - 美濃国長岡庄大須郷（現・岐阜県羽島市桑原町大須）の大須観音が現在地に移転。
- 1871年（明治4年） - 愛知県初の博覧会である博覧小会を總見寺にて開催[5][WEB 14]。
- 1878年（明治11年） - 總見寺境内に名古屋博物館が建設され、落成記念として[WEB 15] 愛知県博覧会を開催[5]。
- 1890年（明治23年） - 動物商の今泉七五郎が前津町（現在の上前津付近）に浪越教育動物園を開園[WEB 16]。
- 1892年（明治25年）
  - 3月22日 - 宝生座からの出火により大須観音が全焼（大須大火）。
  - 10月15日 - 七寺境内に愛知教育博物館が開館[6]。
- 1901年（明治34年） - 愛知教育博物館は徳川家所有となり、徳川邸内に移築される（後に明倫中学校附属博物館と改称）[7]。
- 1906年（明治39年） - 日露戦争凱旋記念博覧会を愛知県博物館（旧名古屋博物館）にて開催[5]。
- 1910年（明治43年）
  - 愛知県博物館が取り壊され、愛知県商品陳列館が開設される[WEB 17]。
  - 浪越教育動物園が門前町に移転（後に鶴舞公園に移転）[WEB 16]。
- 1934年（昭和9年） - 愛知県商品陳列館が取り壊される[WEB 18]。
- 1945年（昭和20年）3月12日・3月19日 - 名古屋大空襲により、付近一帯が焦土と化す。
- 1946年（昭和21年） - 商店主らが大須の復興を目指し「大須盛り場同盟」を結成。愛知県も資金などで支援。
- 1947年（昭和22年） - 境内にバラック長屋の店などが始まる。
- 1949年（昭和24年） - 大須のシンボルである、大須観音宝生院の仮の本堂が建設。
- 1952年（昭和27年）7月7日 - 大須事件が発生。
- 1965年（昭和40年）8月 - 大須演芸場オープン。
- 1967年（昭和42年）3月30日 - 名古屋市営地下鉄名城線開通（上前津駅）。
- 1970年（昭和45年）3月 - 大須観音の正式な本堂を再建[WEB 19]。
- 1977年（昭和52年）
  - 3月18日 - 名古屋市営地下鉄鶴舞線開通（大須観音駅・上前津駅）。
  - 6月26日 - ラジオセンターアメ横ビル（後の第1アメ横ビル）オープン。
- 1978年（昭和53年）10月14日 - 大須大道町人祭開催。
- 1984年（昭和59年）11月 - 第2アメ横ビルオープン。
- 2002年（平成14年）11月23日 - 万松寺ビルオープン。
- 2003年（平成15年）
  - 10月12日 - 世界コスプレサミット初開催。2004年以降は大須でコスプレパレードが実施される。
  - 12月6日 - 大須301ビルオープン。
- 2006年（平成18年）5月30日 - 大須商店街が「がんばる商店街77選」に選ばれる[WEB 12]。
- 2010年（平成22年）3月25日 - ふれあい広場にアーケードが竣工。

### 町名の沿革
- 1969年（昭和44年）10月21日 - 住居表示実施に伴い、以下の通り中区大須一～四丁目が成立[1]。
  - 一丁目 - 中区岩井町・鶯谷町・梅園町・永楽町・榎町・常盤町・西角町・根津町・東角町・東洲崎町・南園町・役割町の全域および吾妻町・岩井通・音羽町・上日置町・上堀川町・栄一丁目・城代町・天王町・天王崎町・富岡町・西洲崎町・花園町・若松町の各一部
  - 二丁目 - 中区白川町・日出町の全域および吾妻町・岩井通・音羽町・金沢町・栄二丁目・城代町・末広町・天王町・富岡町・花園町・門前町・若松町の各一部
  - 三丁目 - 中区矢場町の全域および岩井通・裏門前町・上前津町・小林町・栄三丁目・末広町・南大津通・三輪町・門前町の各一部
  - 四丁目 - 中区岩井通・大池町・上前津町・小林町・栄三丁目・西川端町・三輪町・南大津通・南鍛冶屋町の各一部

## 交通

### 鉄道
- 名古屋市営地下鉄名城線・鶴舞線上前津駅
- 名古屋市営地下鉄鶴舞線大須観音駅

### 道路

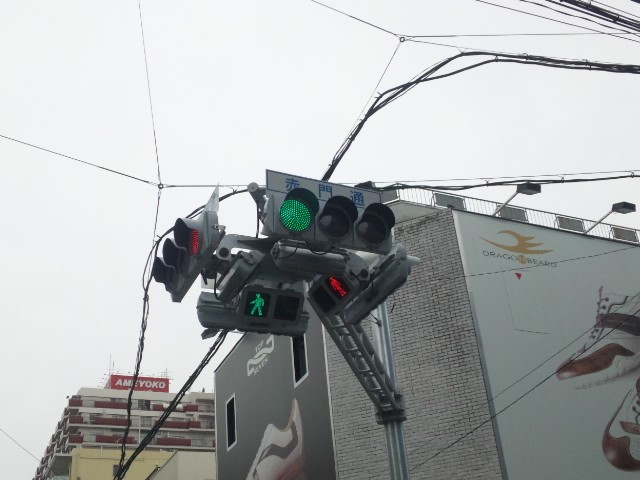
自動車・歩行者用一体型信号機

- 伏見通（国道19号・国道22号）
- 大津通
- 前津通
- 大須通
- 若宮大通
- 名古屋高速2号東山線 白川出入口

#### 南北の通り
- 大須表参道通
- 大須弁天通
- 文長通
- 大須本通
- 門前町通
- 大須横丁通
- 裏門前町通
- 文殊通
- 北新天地通
- 新天地通

#### 東西の通り
- 大須西通
- 西赤門通
- 赤門明王通
- 赤門通
- 大須観音通
- 万松寺通
- 仁王門通
- 東仁王門通

## 主な施設

### 大須一丁目
- 名古屋市立大須小学校
- 聖運寺
- 常照寺
- 佛聲寺
- 白山神社
- 西大須公園

### 大須二丁目

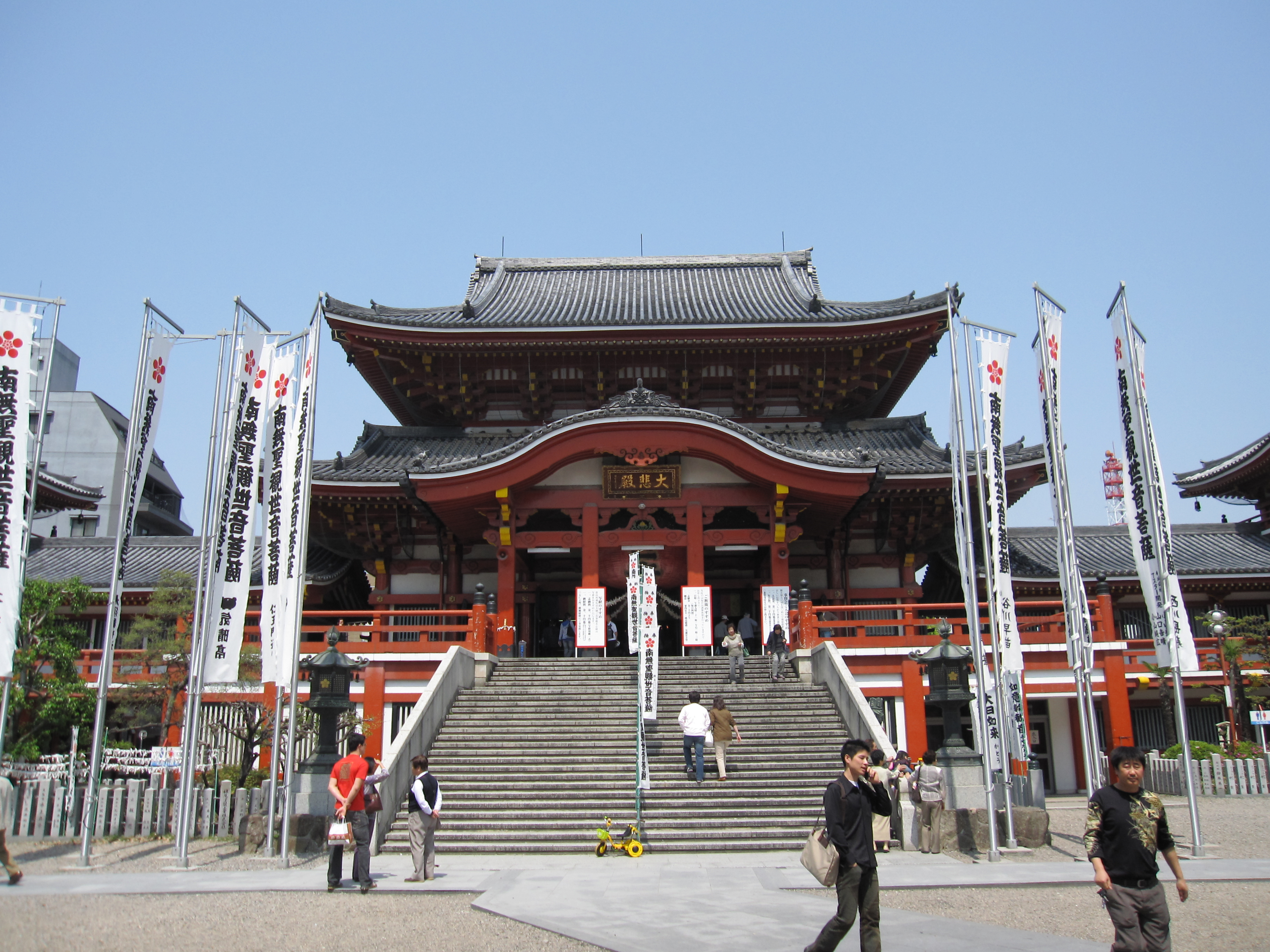
大須観音（北野山真福寺宝生院）
- 七寺
- 大光院
- 陽秀院
- 阿弥陀寺
- 極楽寺
- 清安寺
- 富士浅間神社
- 北野神社
- 日出神社
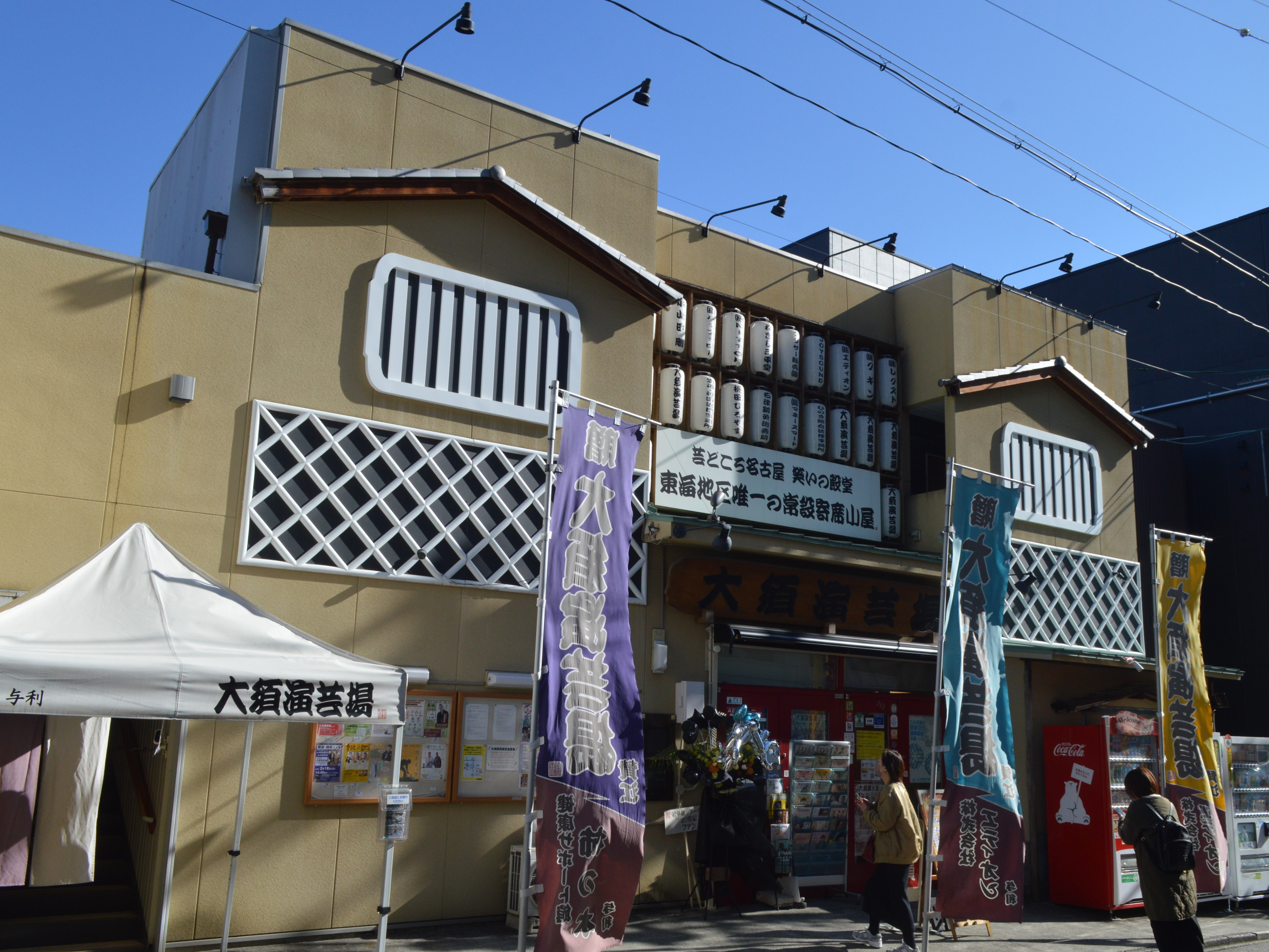
大須演芸場
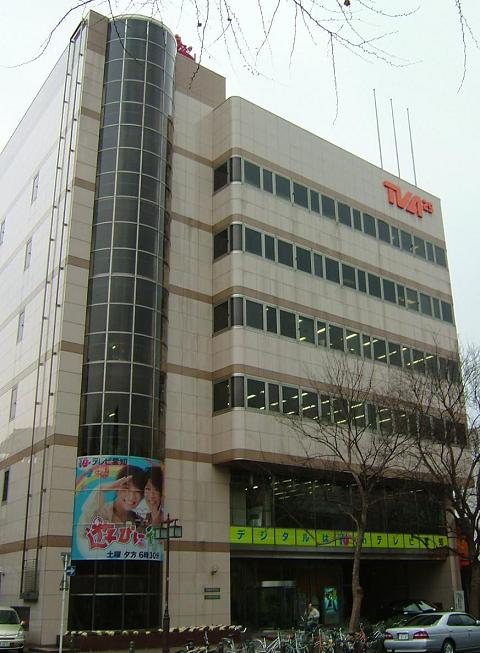
テレビ愛知
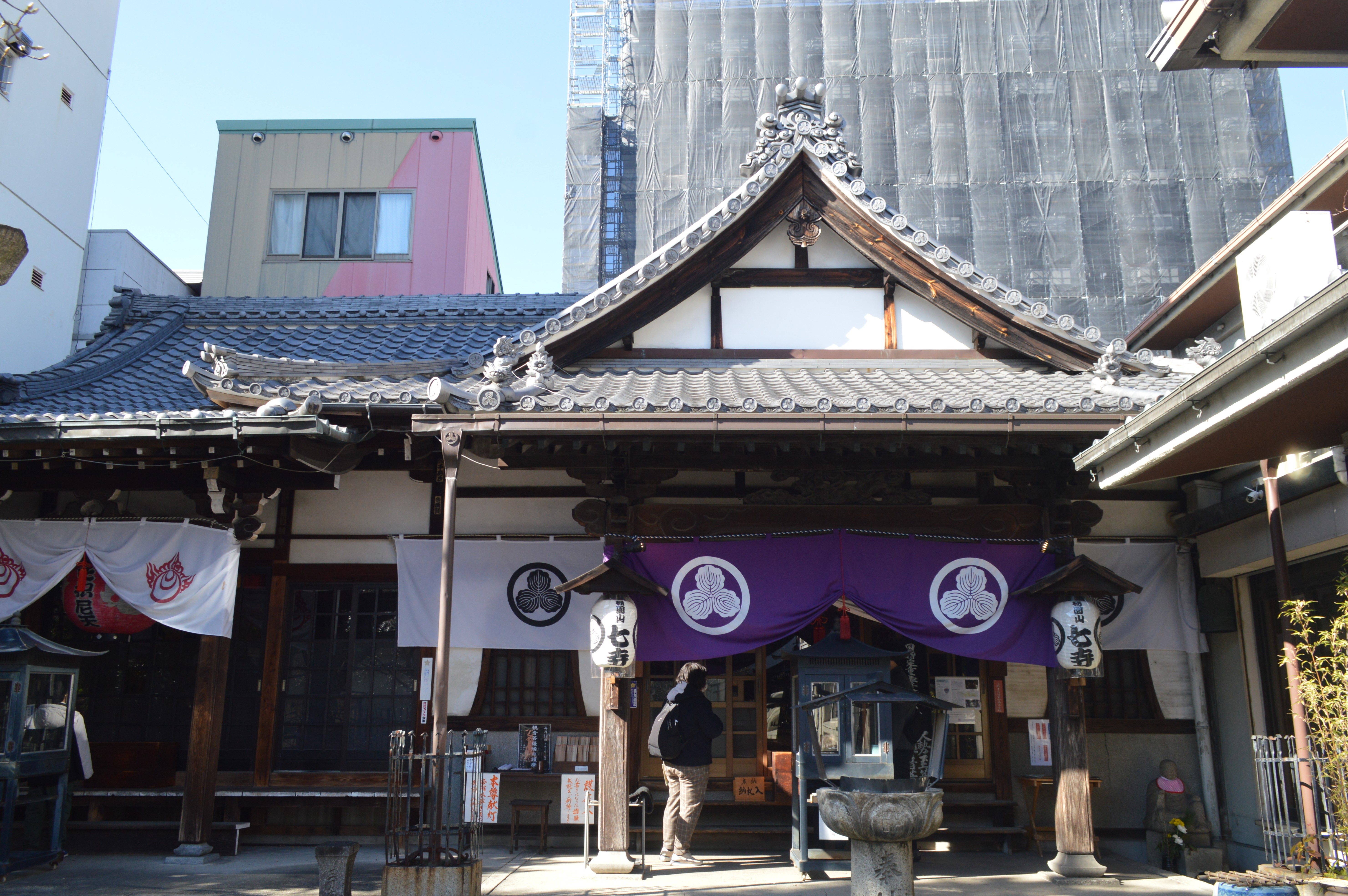
七寺

- 青柳総本家大須本店
- 大須ういろ本店
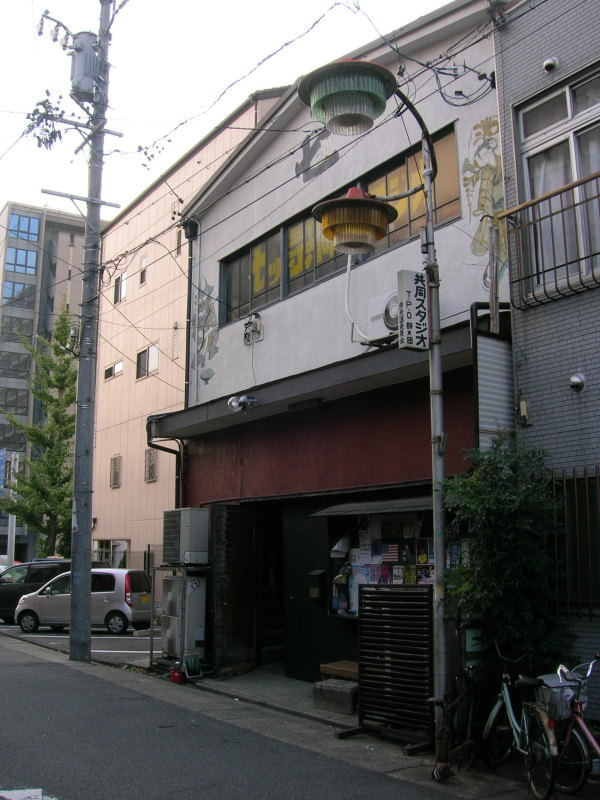
七ツ寺共同スタジオ
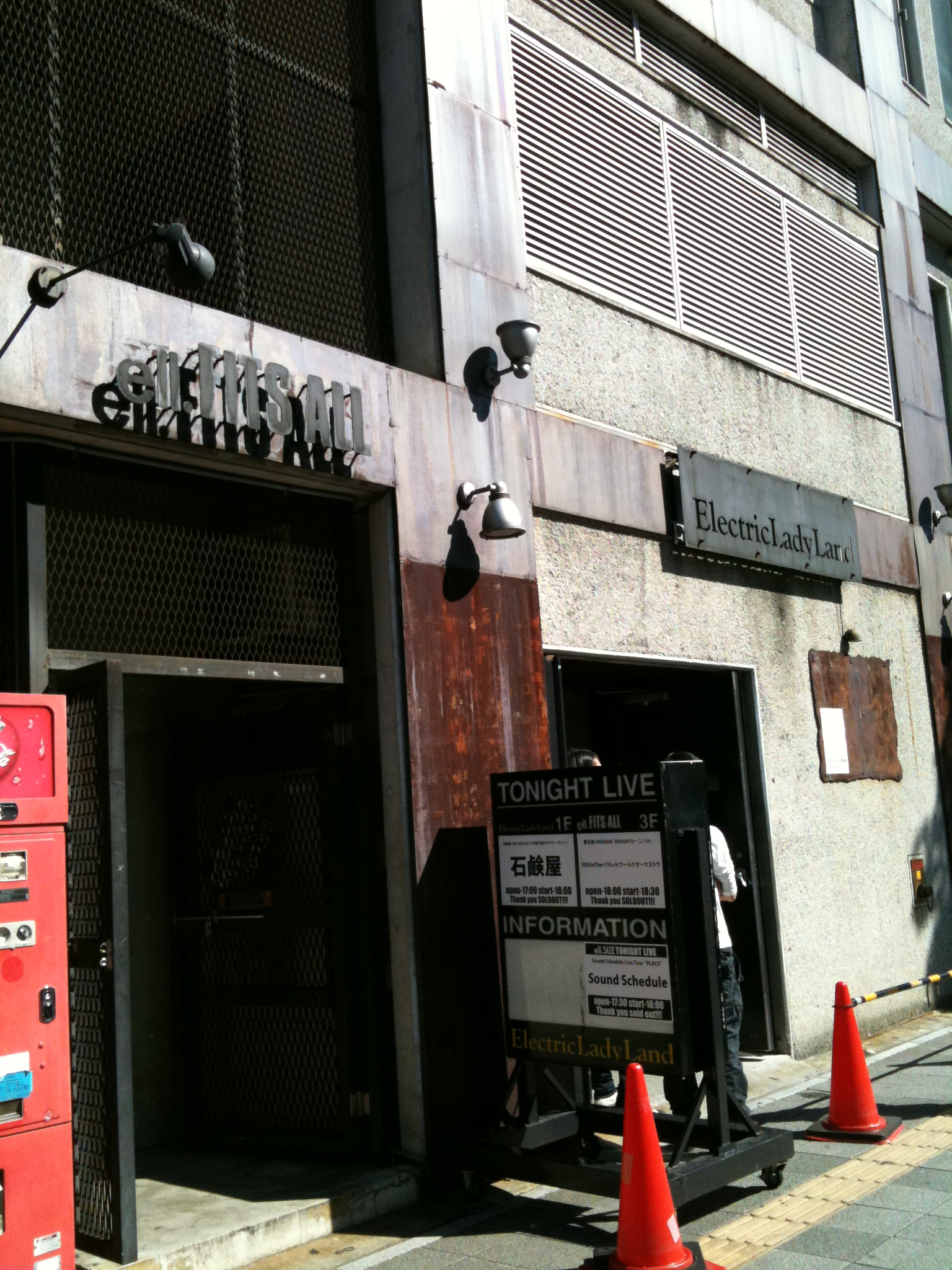
Electric Lady Land
- 名古屋企業福祉会館
- 愛知信用金庫西大須支店

- 大須観音
- 大須演芸場
- テレビ愛知本社
- 七寺
- 七ツ寺共同スタジオ
- Electric Lady Land

### 大須三丁目
- 大須301ビル
- 第1アメ横ビル
- コメ兵
- 万松寺ビル（万松寺駐車場ビル）
- 万松寺パーキングビル - 商業施設の名称はメガタウン。万松寺ビル（万松寺駐車場ビル）とは異なる。

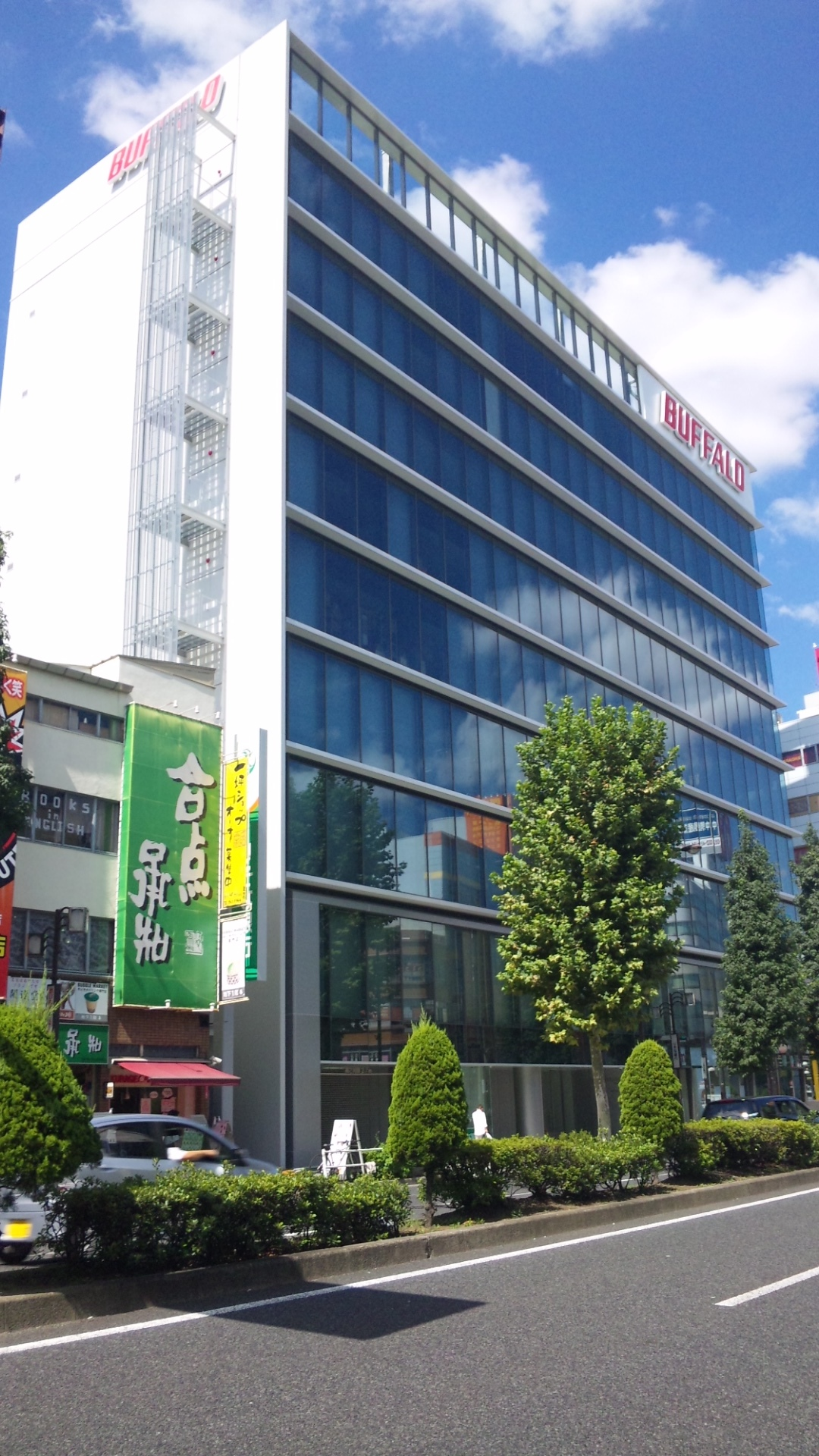
赤門通ビル
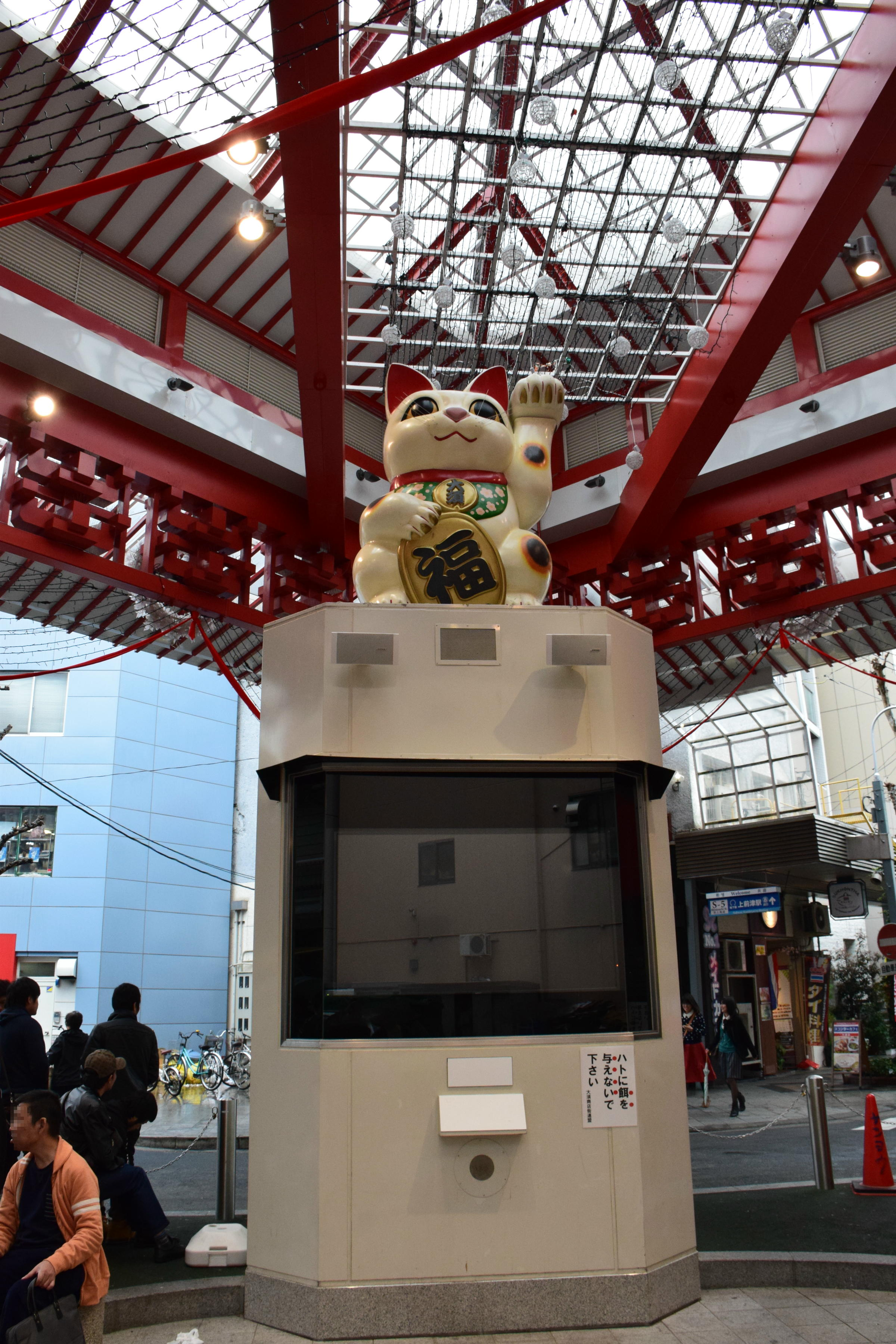
ふれあい広場の巨大招き猫
  - バッファロー
  - りそな銀行赤門通支店
- SHINBIビル - 旧ゲインビル。かつてコミュニティ放送局のTransamerica（旧FMダンボ）が入居していた。
- 三菱UFJ銀行上前津支店
- 三井住友銀行上前津支店
- 名古屋中郵便局
- 名古屋大須郵便局
- グッドウィル各店舗
- 矢場とん本店
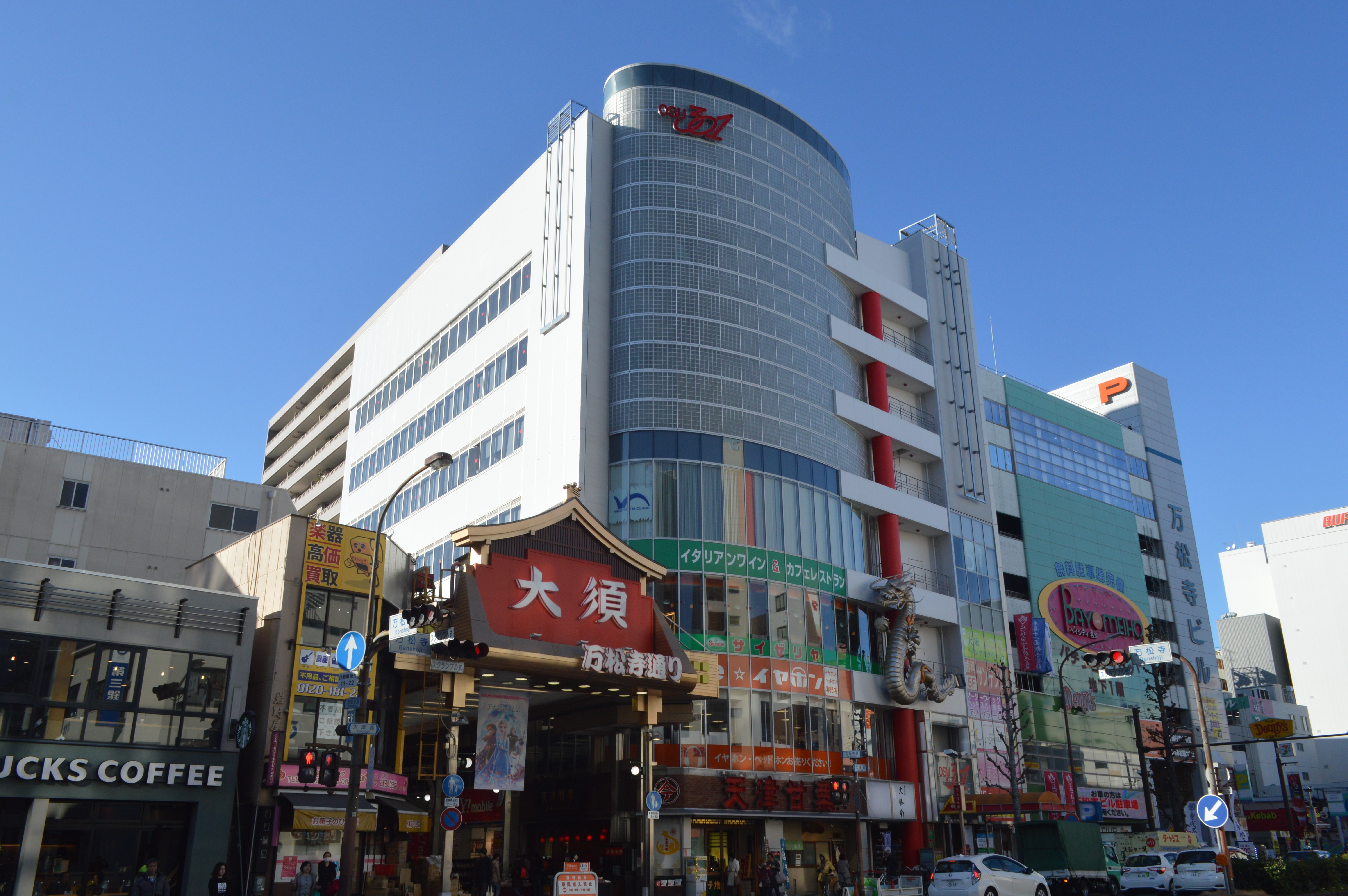
MultinaBox - 中公設市場跡地に矢作建設工業が整備した商業施設[新聞 1]。矢作地所の50年間の時限借地によるもの[新聞 1]。延床面積は約3600平方メートルで、鉄骨3階建て[新聞 1]。3階の一部にオフィスフロアがあり、それ以外のスペースにテナントが8店舗入居する[新聞 1]。
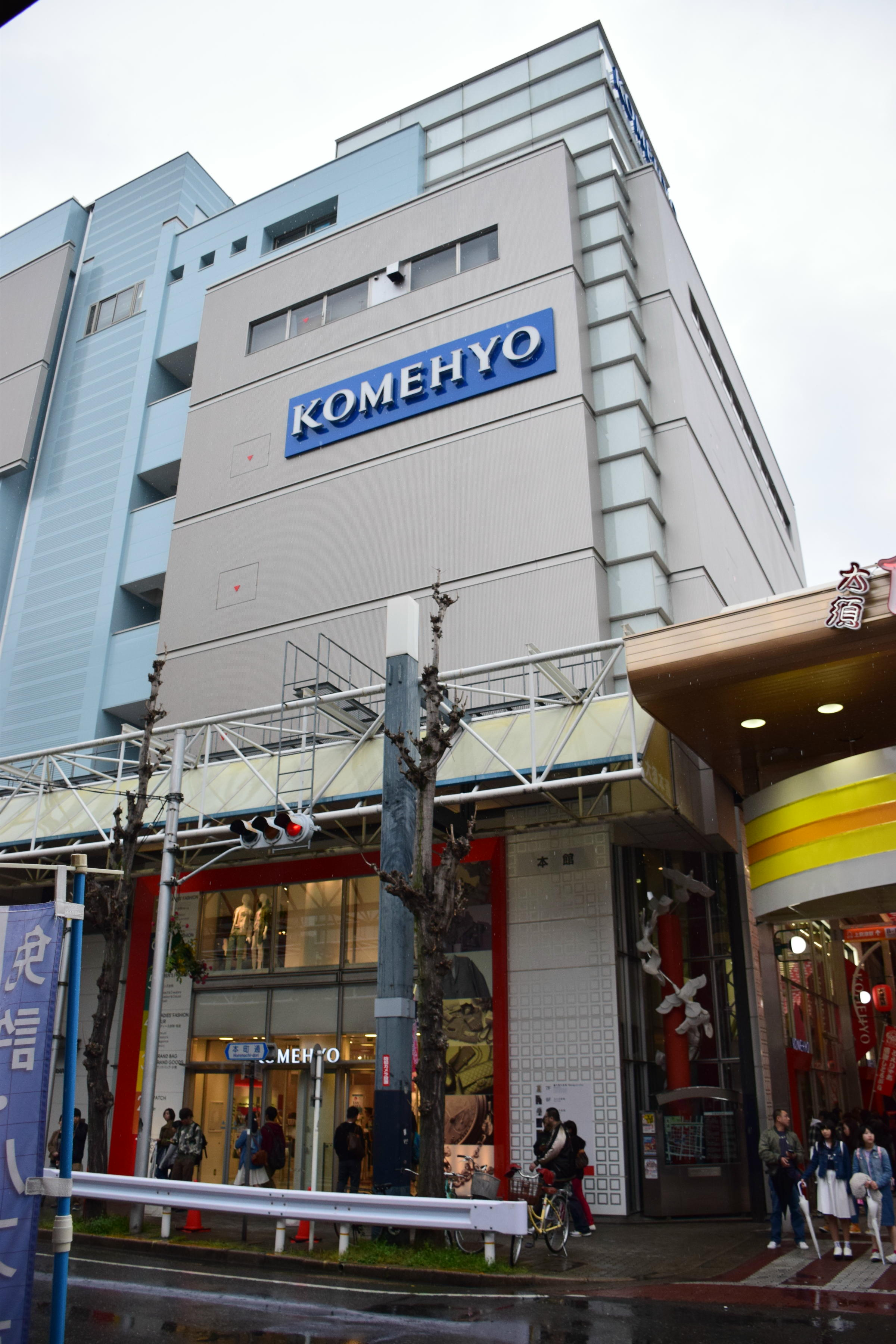
コメ兵本館ビル
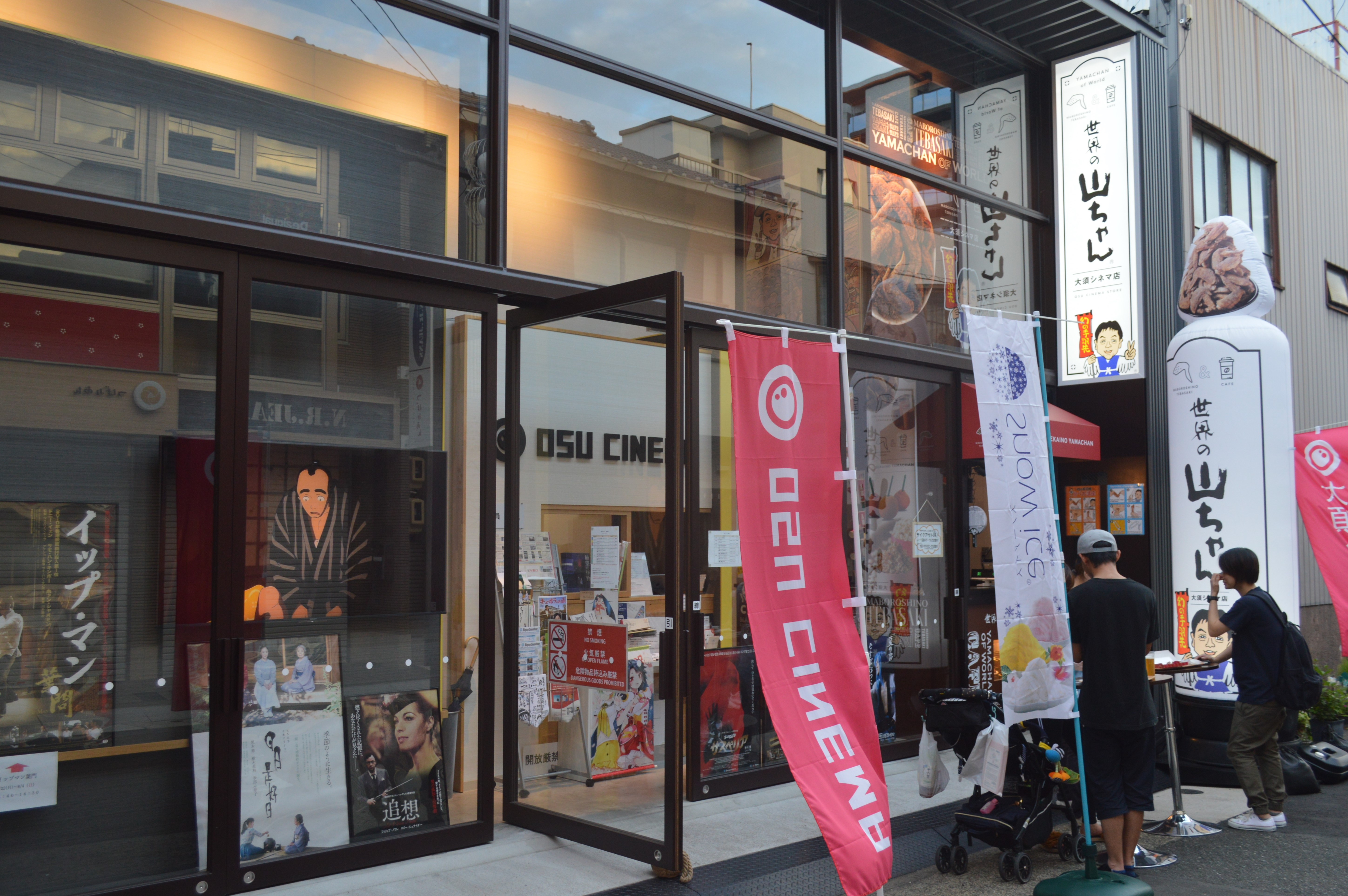
大須シネマ
- 支留比亜珈琲店 大須店 - 1983年（昭和58年）に開業した店舗。[8]。
- 大須公園
- 萬松寺
- 總見寺
- 萬年寺
- 称名院
- 一行院
- 光勝院
- 福寿院
- 三輪神社
- 春日神社

- 赤門通ビル
- ふれあい広場の巨大招き猫
- 大須301ビル
- コメ兵本館ビル
- 大須シネマ

### 大須四丁目

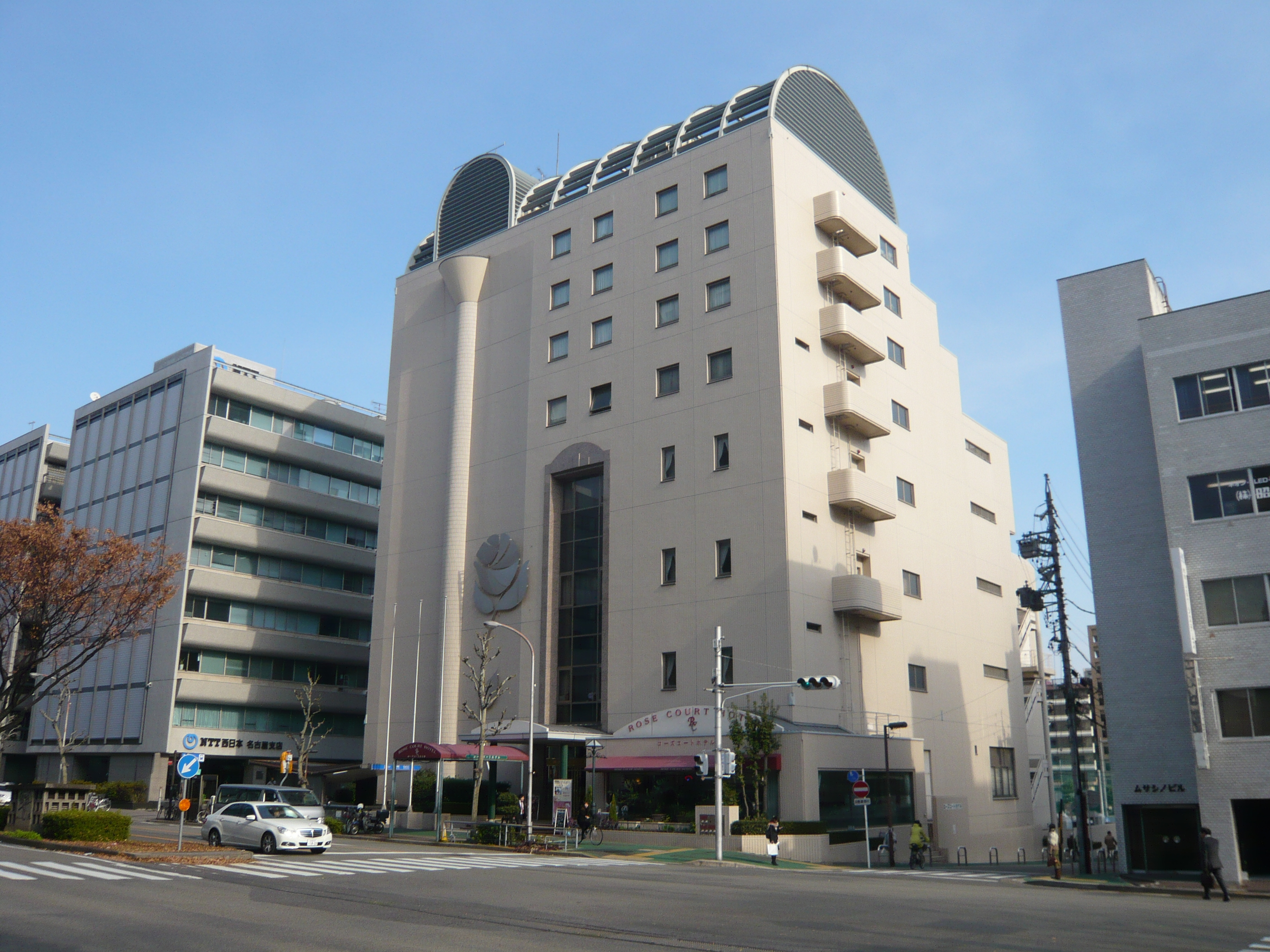
ローズコートホテル
- 久屋大通庭園フラリエ
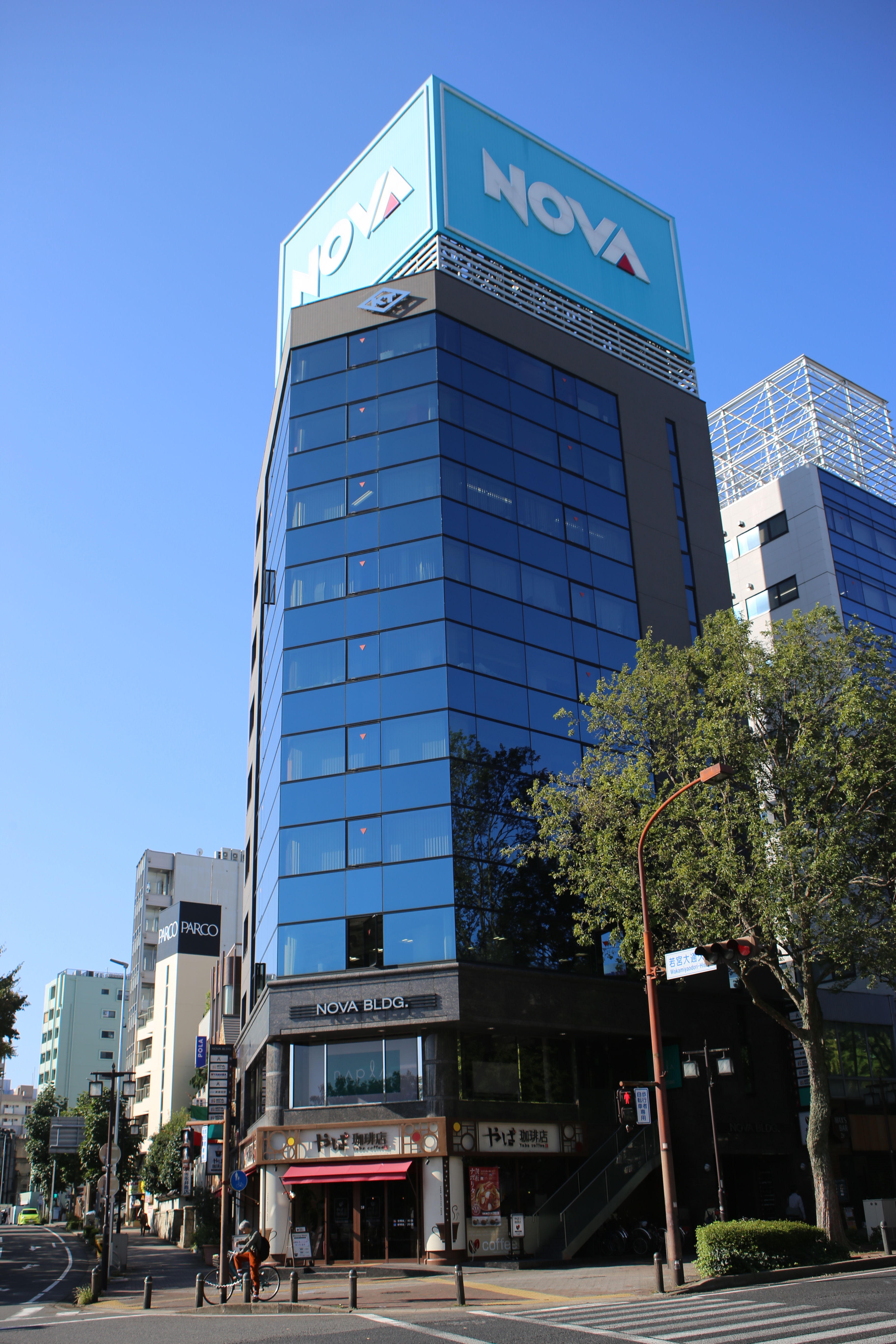
NOVAビル - 旧久屋南KTビル。NOVAホールディングス名古屋本社（旧ジオスコーポレーション）といった英会話教室、学習塾関係の企業が入居。
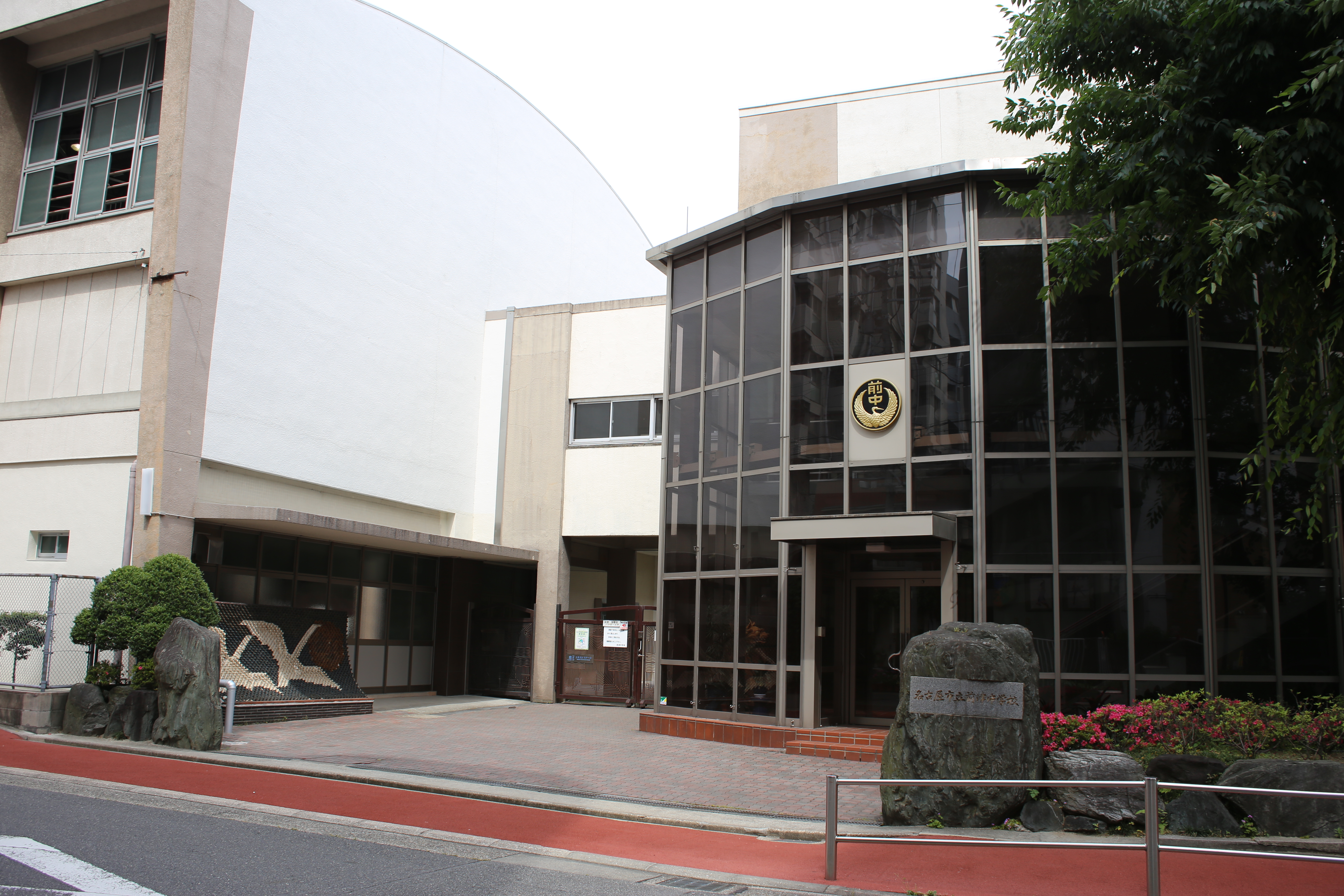
名古屋市立前津中学校
- NTT上前津ビル
- 三十三銀行上前津支店
- 百五銀行上前津支店
- 名古屋上前津郵便局
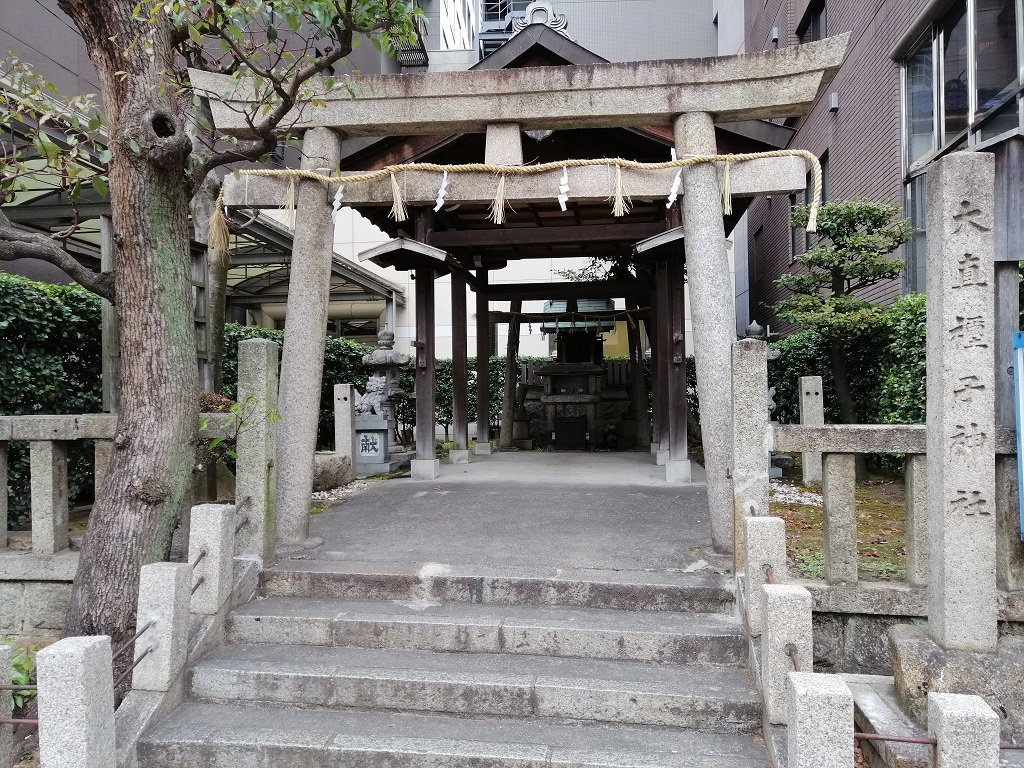
大直禰子神社
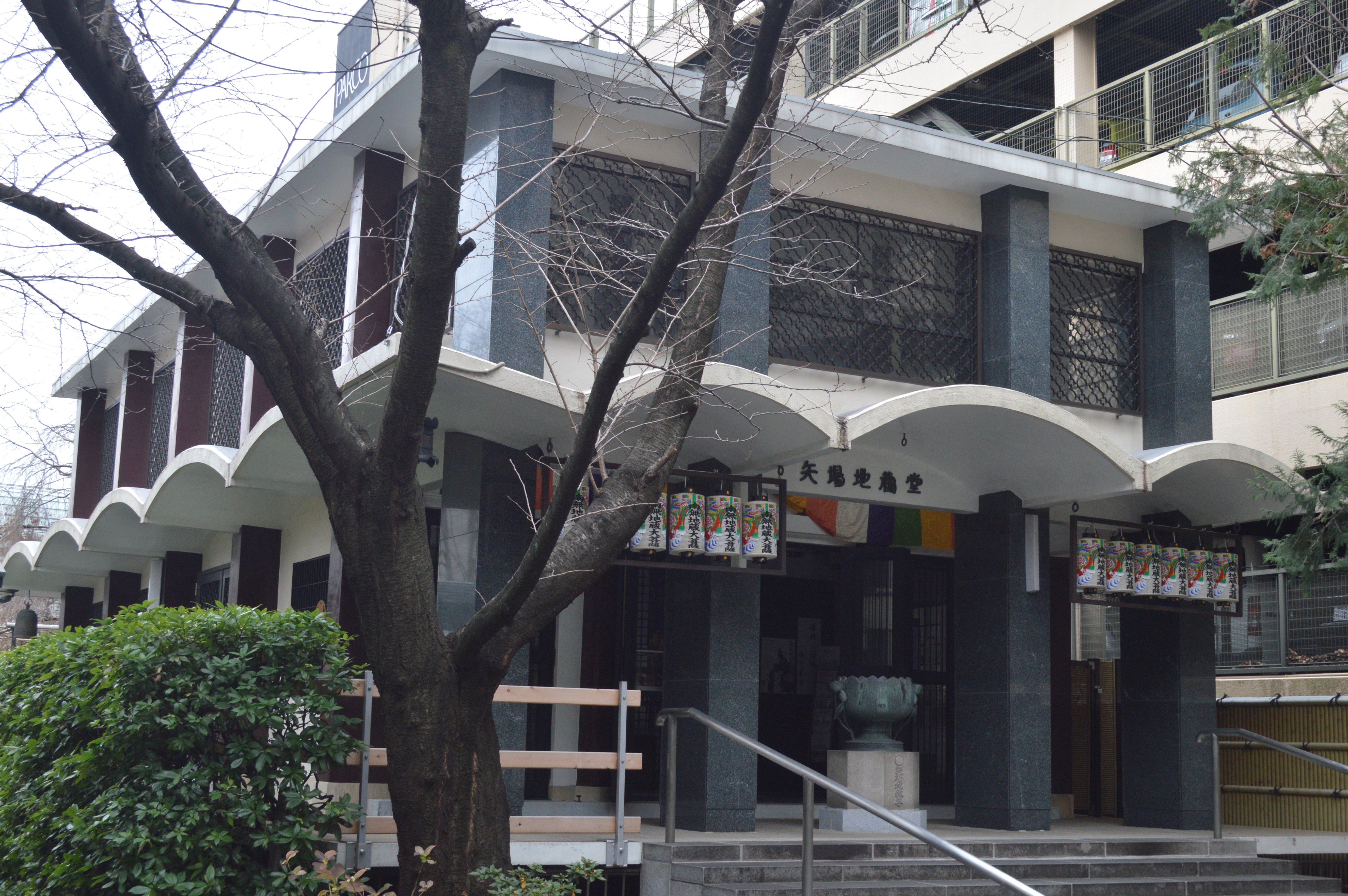
清浄寺

- 清浄寺 - 矢場地蔵としても知られる。
- 長松院

- ローズコートホテル
- NOVAビル
- 名古屋市立前津中学校
- 大直禰子神社
- 清浄寺

## 祭り・イベント
- 2月3日 - 節分会：大須観音
- 4月 - 大須春まつり
- 7月下旬 - 8月上旬頃 - 世界コスプレサミット・コスプレパレード
- 8月上旬 - 大須夏まつり
- 8月下旬 - にっぽんど真ん中祭り
- 10月 - 大須大道町人祭（名古屋まつりと同一日に開催）
- 毎月18日 - 骨董市と長命甘酒配布：大須観音
- 毎月28日 - 身代わり餅つきと配布：万松寺、骨董市：大須観音、みょうおうさん縁日：大光院、赤門28祭り（赤門通歩行者天国）
- 毎週日曜日 - サンデー大道芸（大道芸人による芸披露）
- 2020年10月21日〜  大須商店街 × NTT西日本 コラボによる「大須店探しプロジェクト」（アンバサダーとしてOS☆Uが参加した記者発表会）

## 出身有名人・関連人物

### 出身有名人
- 加藤高明 - 政治家。内閣総理大臣。
- 浅井慎平 - 写真家。瀬戸市生まれ・大須育ち。
- 伊藤エミ - 女性歌手（ザ・ピーナッツ）。
- 伊藤ユミ - 女性歌手（ザ・ピーナッツ）。
- 一路真輝 - 女優。宝塚歌劇団雪組男役トップスター。
- 水谷孝次 - アートディレクター。
- 宮地佑紀生 - タレント。
- 矢野きよ実 - タレント。
- 久納ヒサシ - 歌手。ヤマショウズ。
- 酒井直斗 - 芸人。

### 関連人物
- 大須演芸場の主な出演者一覧（芸人）
  - 旭堂鱗林（講談）
- OS☆Uのメンバー（アイドル）

## 大須を舞台とした作品

### 小説
- 『大須裏路地おかまい帖 あやかし長屋は食べざかり』（神凪唐州）[WEB 20]
- 『大須なもなもイレギュラーズ』（石田衣良）[WEB 21]
- 『碧と花電車の街』（麻宮ゆり子）[WEB 20]

### ドラマ
- 『全力離婚相談』（NHK名古屋制作でNHK総合テレビ「ドラマ10」で放送）[WEB 22]
- 『ただいま 大須商店街』（東海テレビ開局60周年記念エリアドラマ）[WEB 23]

### 漫画
- 『うみゃーがね!名古屋大須のみそのさん』（作：Swind 画：くりきまる）[WEB 24]
- 『織部姉妹のいろいろ』（くも子）
- 『メダリスト』（つるまいかだ）[WEB 25]

### アニメ
- 『大須のぶーちゃん』（矢場とんのマスコットキャラクター「ぶーちゃん」を主人公としたオリジナルアニメ）[WEB 26]
- 『メダリスト』（つるまいかだ）